# Matthew Anderson
Matthew John Anderson (ur. 18 kwietnia 1987 w Buffalo) – amerykański siatkarz, reprezentant kraju, grający na pozycji przyjmującego i atakującego.

## Życie prywatne
Jest synem Michaela i Nancy Andersonów. Ma trzy starsze siostry: Jennifer, Joelle i Amy oraz starszego brata Joshuę. W 2005 roku ukończył West Seneca West Senior High School, następnie przez trzy lata (2006-2008) studiował kinezjologię na Pennsylvania State University . 22 maja 2019 roku oświadczył się swojej partnerce Jacqueline Gillum. 31 stycznia 2020 roku na świat przyszedł syn pary – Michael James “Jamie”. 29 sierpnia 2020 roku poślubił Jackie Gillum. 10 kwietnia 2022 powiadomił o narodzinach córki – Virginii June “Juno". 26 czerwca 2025 na świat przyszła druga córka pary - Meadow Josephine. 

## Kariera klubowa

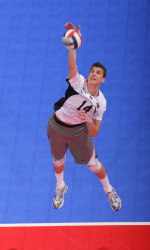
Matthew Anderson podczas wykonywania zagrywki w barwach Penn State Nittany Lions w 2008 roku

Matthew Anderson karierę siatkarską rozpoczął, gdy uczęszczał do West Seneca West Senior High School. W szkolnej drużynie grał na pozycji środkowego. W 2004 roku jako kapitan zespołu zdobył mistrzostwo Division I. Był także członkiem klubu z Eden – Eden Volleyball Club. Karierę juniorską zakończył w Penn State Nittany Lions wiosną 2008 roku, z którym zdobył mistrzostwo NCAA, w finale pokonując drużynę Pepperdine. Został uznany najbardziej wartościowym graczem rozgrywek oraz graczem roku EIVA. W uniwersyteckiej drużynie został przestawiony na pozycję przyjmującego.
W 2008 roku podpisał dwuletni kontrakt z koreańskim klubem Hyundai Capital Skywalkers. W debiutanckim sezonie zdobył wicemistrzostwo Korei Południowej, natomiast sezonu 2009/2010 z powodu problemów zdrowotnych nie ukończył.
W 2010 roku wyjechał do Włoch, gdzie w sezonie 2010/2011 grał w Tonno Callipo Vibo Valentia, z którym zajął 9. miejsce w fazie zasadniczej, natomiast w sezonie 2011/2012 występował w klubie Casa Modena.
Od sezonu 2012/2013 występuje w rosyjskim klubie Zenit Kazań. W 2012 zdobył superpuchar Rosji oraz srebrny medal pucharu Rosji. W tym samym sezonie wywalczył jeszcze dwa brązowe medale Ligi Mistrzów i mistrzostw Rosji.
29 października 2014 na oficjalnej stronie Zenitu Kazań, pojawiła się informacja, że rozwiązał kontrakt z klubem i zawiesił karierę z powodu depresji. 5 stycznia 2015 powrócił do Kazania, aby wrócić do treningów z drużyną, o czym poinformował na swojej oficjalnej stronie internetowej. W sezonach 2014/15 i 2015/16 z Zenitem wygrywał dwukrotnie Puchar Rosji, Mistrzostwo Rosji i Ligę Mistrzów. W kwietniu 2016 r. za pomocą mediów społecznościowych poinformował, że w sezonie 2016/2017 ponownie będzie występował w barwach Zenitu Kazań.

## Kariera reprezentacyjna

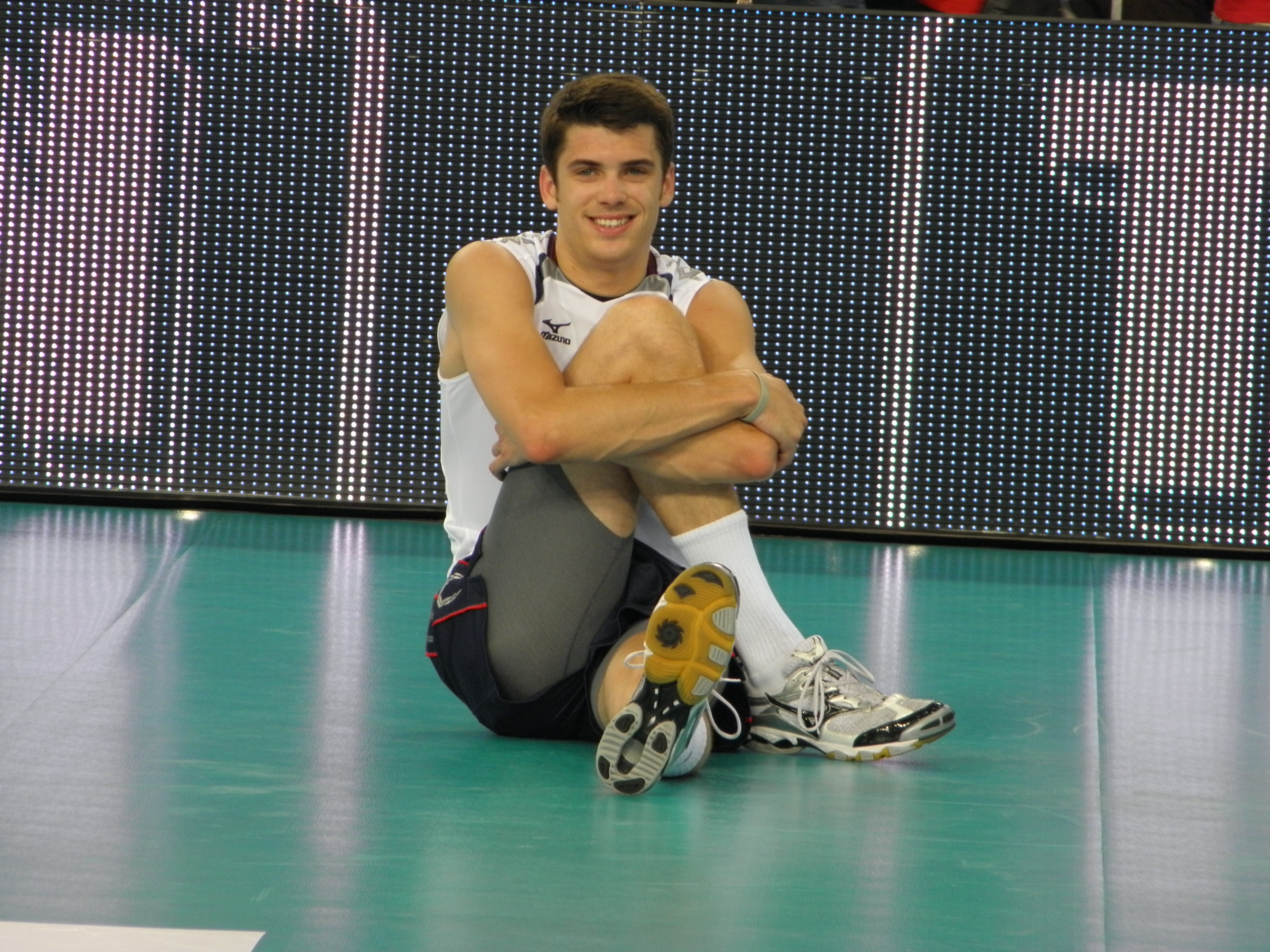
Matthew Anderson podczas rozgrzewki przed meczem Ligi Światowej w Łodzi w 2011 roku

W 2004 roku został powołany do reprezentacji kadetów na Turniej Czterech Narodów odbywający się w Cabo Frio w Brazylii.

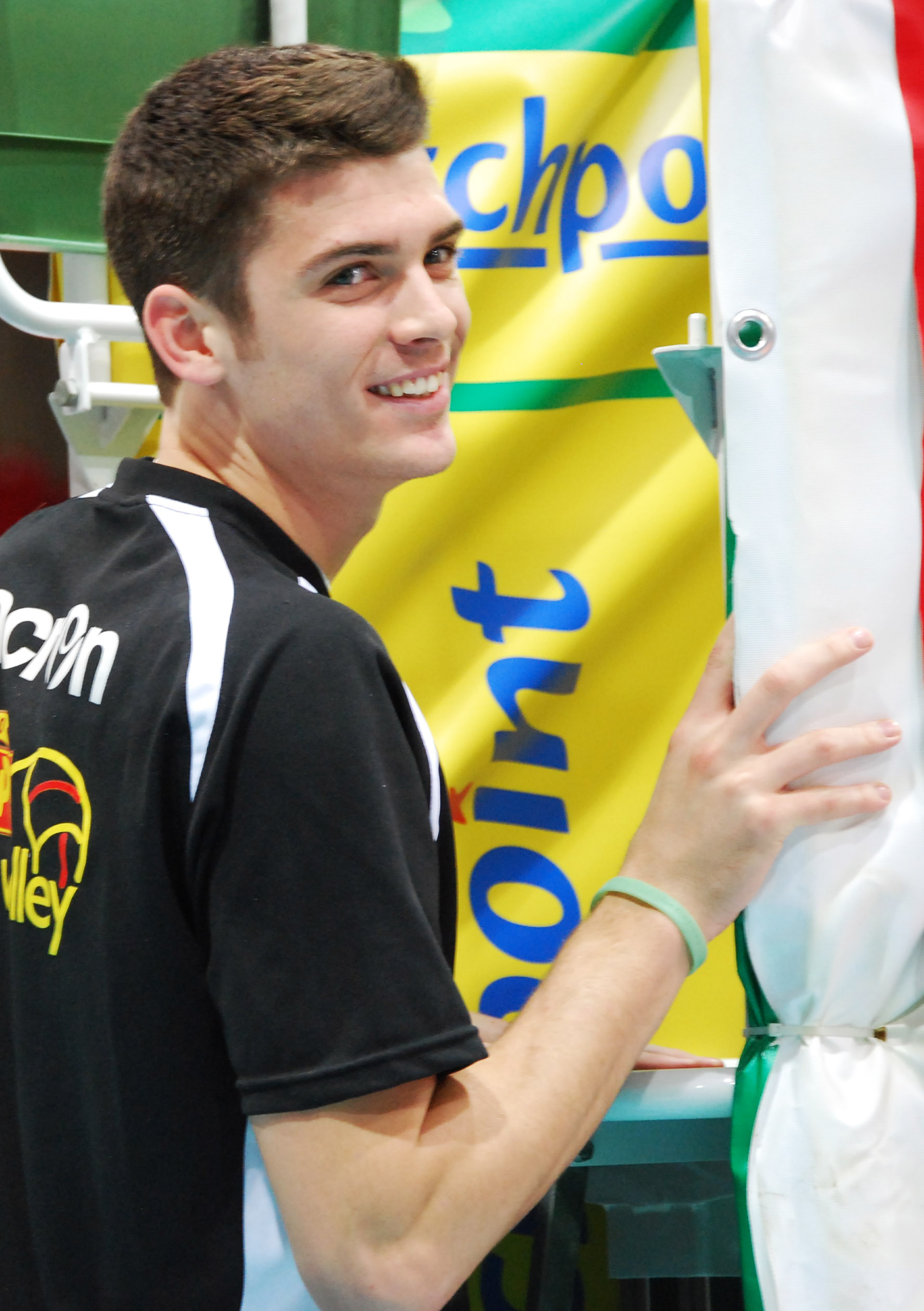
Matthew Anderson zawodnikiem Tonno Callipo Vibo Valentia w sezonie 2010/2011

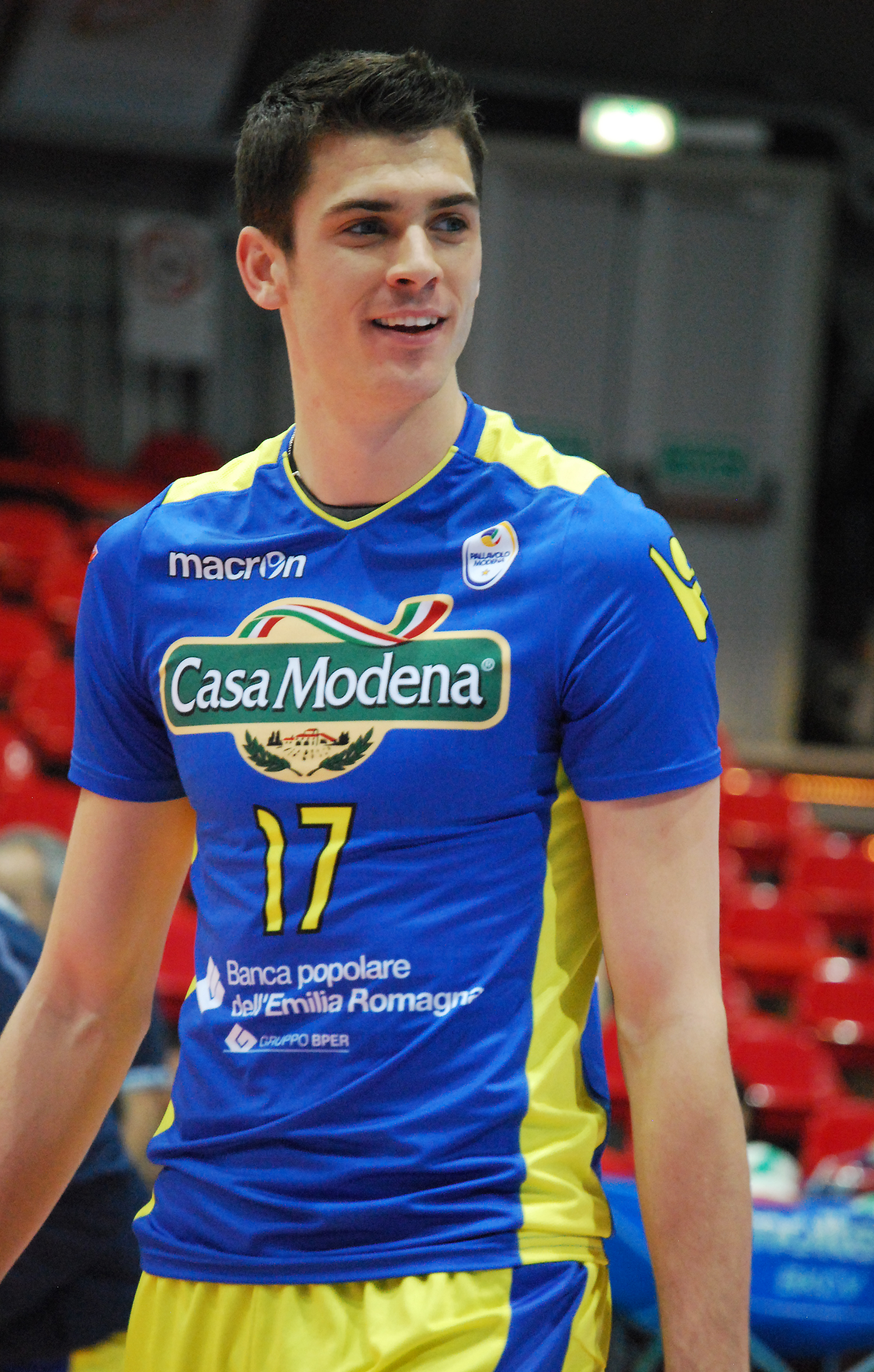
Matthew Anderson zawodnikiem Casy Modena w sezonie 2011/2012

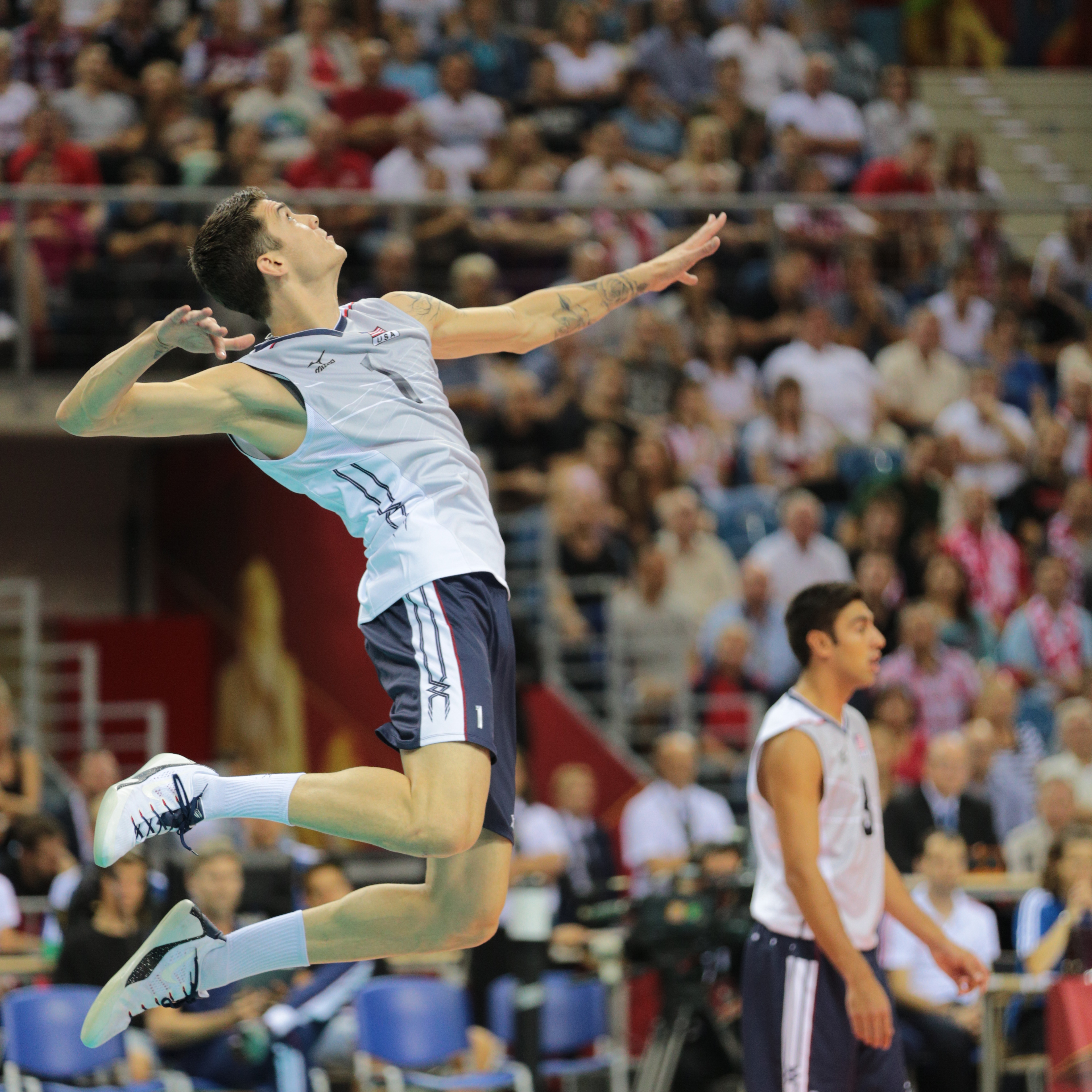
Matthew Anderson podczas wykonywania zagrywki na Mistrzostwach Świata 2014

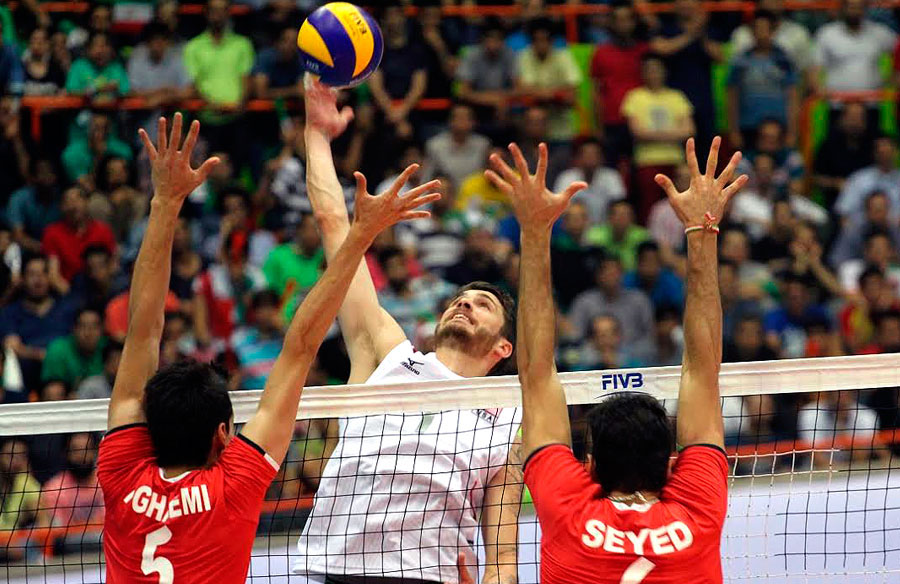
Matthew Anderson podczas ataku z prawego skrzydła w meczu z reprezentacją Iranu w Lidze Światowej 2015

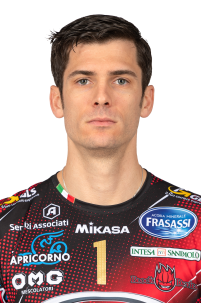
Matthew Anderson zawodnikiem Sir Safety Conad Perugia

W 2006 roku trafił do składu reprezentacji juniorów, z którą zdobył srebrny medal mistrzostw NORCECA, uzyskując awans do mistrzostw świata juniorów. W 2007 roku z reprezentacją juniorów zajął 7. miejsce na mistrzostwach świata, zdobywając największą liczbę punktów z całej drużyny (91 pkt).
W 2008 roku został powołany do reprezentacji na Puchar Panamerykański (złoty medal) oraz Puchar Ameryki (5. miejsce).
W 2009 roku zagrał w sześciu meczach fazy interkontynentalnej Ligi Światowej. Z powodu zapalenia płuc nie wyjechał na turniej finałowy do Belgradu.
W 2010 roku trafił do składu na Ligę Światową oraz mistrzostwa świata. Na Mistrzostwach Świata 2010 zagrał w trzech meczach.
W 2011 roku był najlepiej punktującym zawodnikiem reprezentacji Stanów Zjednoczonych w Lidze Światowej, Mistrzostwach Ameryki Północnej, Środkowej i Karaibów oraz Pucharze Świata.
W 2012 roku zdobył z reprezentacją srebrny medal Ligi Światowej. Został uznany najlepszym atakującym turnieju kwalifikacyjnego NORCECA do Letnich Igrzysk Olimpijskich 2012. Wystąpił w turnieju olimpijskim, na którym z reprezentacją odpadł w ćwierćfinale.
W 2014 zdobył złoty medal Ligi Światowej. Drużyna Stanów Zjednoczonych pokonała w finale reprezentację Brazylii.
W 2015 roku zdobył brązowy medal Ligi Światowej i złoty Pucharu Świata.

## Sukcesy klubowe
Liga południowokoreańska:
- 2009

Superpuchar Rosji:
- 2012, 2015, 2016, 2017, 2018

Liga Mistrzów:
- 2015, 2016, 2017, 2018
- 2019
- 2013

Liga rosyjska:
- 2014, 2015, 2016, 2017, 2018
- 2019
- 2013

Puchar Rosji:
- 2014, 2015, 2016, 2017, 2018

Klubowe Mistrzostwa Świata:
- 2017
- 2015, 2016

Puchar Włoch:
- 2022[18]

Liga włoska:
- 2022[19]

Superpuchar Turcji:
- 2023[20]

Liga turecka:
- 2025[21]
- 2024[22]

Puchar CEV:
- 2025[23]

## Sukcesy reprezentacyjne
Mistrzostwa Ameryki Północnej, Środkowej i Karaibów Juniorów:
- 2006

Puchar Panamerykański:
- 2008

Mistrzostwa Ameryki Północnej, Środkowej i Karaibów:
- 2013, 2017, 2023[24]
- 2011

Liga Światowa:
- 2014
- 2012
- 2015

Puchar Świata:
- 2015
- 2019

Igrzyska Olimpijskie:
- 2016, 2024[25]

Liga Narodów:
- 2019, 2023[26]
- 2018

Mistrzostwa Świata:
- 2018

## Nagrody indywidualne i wyróżnienia
- 2012: Najlepszy siatkarz roku w Stanach Zjednoczonych
- 2013: Najlepszy siatkarz roku w Stanach Zjednoczonych
- 2013: MVP Mistrzostw Ameryki Północnej, Środkowej i Karaibów
- 2014: MVP Final Six ligi rosyjskiej
- 2015: MVP Pucharu Świata
- 2017: Najlepszy atakujący Pucharu Wielkich Mistrzów
- 2018: Najlepszy atakujący Ligi Narodów
- 2018: Najlepszy atakujący Mistrzostw Świata
- 2019: MVP i najlepszy atakujący Ligi Narodów
- 2025: MVP finału Pucharu CEV[27]